# Liisi Oterma
Liisi Oterma (ˈliːsi ˈotermɑ) (6 gennaio 1915 – 4 aprile 2001) è stata un'astronoma finlandese, la prima donna a conseguire un PhD in astronomia in Finlandia.
La Oterma scoprì o coscoprì asteroidi e alcune comete, tra cui le comete periodiche 38P/Stephan-Oterma, 39P/Oterma e 139P/Väisälä-Oterma e la cometa non periodica C/1942 C2 Oterma.
Le è stato dedicato l'asteroide 1529 Oterma.

## Asteroidi scoperti
La Oterma ha scoperto 54 asteroidi:
| 1504 Lappeenranta   | 23 marzo 1939     |
| 1507 Vaasa          | 12 settembre 1939 |
| 1522 Kokkola        | 18 novembre 1938  |
| 1540 Kevola         | 16 novembre 1938  |
| 1544 Vinterhansenia | 15 ottobre 1941   |
| 1545 Thernöe        | 15 ottobre 1941   |
| 1558 Järnefelt      | 20 gennaio 1942   |
| 1559 Kustaanheimo   | 20 gennaio 1942   |
| 1679 Nevanlinna     | 18 marzo 1941     |
| 1680 Per Brahe      | 12 febbraio 1942  |
| 1695 Walbeck        | 15 ottobre 1941   |
| 1705 Tapio          | 26 settembre 1941 |
| 1758 Naantali       | 18 febbraio 1942  |
| 1882 Rauma          | 15 ottobre 1941   |
| 2064 Thomsen        | 8 settembre 1942  |
| 2107 Ilmari         | 12 novembre 1941  |
| 2159 Kukkamäki      | 16 ottobre 1941   |
| 2195 Tengström      | 27 settembre 1941 |

| 2268 Szmytowna | 6 novembre 1942  |
| 2291 Kevo      | 19 marzo 1941    |
| 2332 Kalm      | 4 aprile 1940    |
| 2501 Lohja     | 14 aprile 1942   |
| 2640 Hällström | 18 marzo 1941    |
| 2717 Tellervo  | 29 novembre 1940 |
| 2774 Tenojoki  | 3 ottobre 1942   |
| 2803 Vilho     | 29 novembre 1940 |
| 2804 Yrjö      | 19 aprile 1941   |
| 2805 Kalle     | 15 ottobre 1941  |
| 2827 Vellamo   | 11 febbraio 1942 |
| 2828 Iku-Turso | 18 febbraio 1942 |
| 2840 Kallavesi | 15 ottobre 1941  |
| 2841 Puijo     | 26 febbraio 1943 |
| 2846 Ylppö     | 12 febbraio 1942 |
| 2857 NOT       | 17 febbraio 1942 |
| 2912 Lapalma   | 18 febbraio 1942 |
| 2946 Muchachos | 15 ottobre 1941  |

| 2988 Korhonen     | 1º marzo 1943    |
| 3132 Landgraf     | 29 novembre 1940 |
| 3381 Mikkola      | 15 ottobre 1941  |
| 3497 Innanen      | 19 aprile 1941   |
| 3597 Kakkuri      | 15 ottobre 1941  |
| 3811 Karma        | 13 ottobre 1953  |
| 3892 Dezsö        | 19 aprile 1941   |
| 4133 Heureka      | 17 febbraio 1942 |
| 4163 Saaremaa     | 19 aprile 1941   |
| 4227 Kaali        | 17 febbraio 1942 |
| 5216 Cannizzo     | 16 aprile 1941   |
| (5534) 1941 UN    | 15 ottobre 1941  |
| (5611) 1943 DL    | 26 febbraio 1943 |
| (5985) 1942 RJ    | 7 settembre 1942 |
| 6886 Grote        | 11 febbraio 1942 |
| 7267 Victormeen   | 23 febbraio 1943 |
| 11780 Thunder Bay | 3 ottobre 1942   |
| (15198) 1940 GJ   | 5 aprile 1940    |